# Lophuromys flavopunctatus
Lophuromys flavopunctatus är en däggdjursart som beskrevs av Thomas 1888. Lophuromys flavopunctatus ingår i släktet borstpälsade möss och familjen råttdjur. Inga underarter finns listade i Catalogue of Life.

## Utseende
Denna gnagare når en kroppslängd (huvud och bål) av 9,8 till 14,4 cm, en svanslängd av 4,6 till 8,8 cm och en vikt av 36 till 73 g. Den har 2,0 till 2,5 cm långa bakfötter och 1,3 till 2,0 cm stora öron. Håren som bildar den spräckliga pälsen på ovansidan är rödgula vid roten, gulaktiga i mitten och mörka vid spetsen. Beroende på längden av dessa avsnitt har hela pälsen en ljus eller mörk rödbrun färg och några populationer är nästan svarta. Undersidan är täckt av ljusbrun till kanelbrun päls. Den är hos ungdjur mer rödaktig. På de mörka öronen saknas hår. Artens mörkbruna händer och fötter är utrustade med långa klor. På den mörka svansen förekommer bara några korta styva hår som är mörka på ovansidan och vita på undersidan. Honor har tre eller två par spenar. En liknande art är Lophuromys sikapusi men den har mjukare päls som inte är spräcklig.

## Utbredning
Denna gnagare förekommer med flera från varandra skilda populationer i centrala och östra Afrika. Utbredningsområdet sträcker sig från Etiopien till Moçambique och västerut till gränsen mellan Kongo-Kinshasa och Kongo-Brazzaville. I bergstrakter når arten 4500 meter över havet. Habitatet utgörs av fuktiga skogar och gräsmarker nära skogar. I torra regioner hittas arten nära vattendrag eller vid andra fuktiga ställen.

## Ekologi
Individerna går på marken eller klättrar i den låga växtligheten och är allätare. När de upptäcks av en fiende försöker de gömma sig i lövskiktet eller under annan bråte. I vissa fall gör de ett hopp. Dessutom har detta råttdjur en kroppslukt som ogillas av flera rovdjur. Rovlevande fåglar är mindre känsliga. Däremot hittades inga kvarlevor av gnagaren i spybollar från den afrikanska gräsugglan (Tyto capensis). Arten faller offer för stora ormar av släktena Dendroaspis, Bitis och Naja.
Lophuromys flavopunctatus är allmänt mer nattaktiv än dagaktiv. Den hittar sin föda i lövskiktet eller i det översta jordlagret. Arten äter olika ryggradslösa djur som daggmaskar, insekter, snäckor och rester av ryggradsdjur samt frön och rotfrukter. Den undviker gröna växtdelar.
Utanför parningstiden är individerna troligen aggressiva mot varandra. Flera exemplar med skadad svans eller öron registrerades. Fortplantningen är antagligen kopplad till regntiden men i några regioner sker parningen över hela året. Antalet ungar per kull är beroende på populationens utbredning och honans storlek. Stora honor har upp till fem ungar per kull. Ungarna som föds efter 30 till 31 dagar dräktighet är med en vikt av 6,5 till 9,5 g rätt stora men de saknar päls och är blinda. Ungarna öppnar sina ögon efter 4 till 7 dagar och de blir efter 50 till 70 dagar könsmogna. Allmänt har honor bara en kull under hela livet.

## Status
Inga allvarliga hot mot beståndet är kända. IUCN kategoriserar arten globalt som livskraftig.